# Niedbalstwo
Niedbalstwo (łac. negligentia, culpa) – pojęcie z zakresu teorii prawa oznaczające nieumyślne spowodowanie szkody lub czynu zabronionego. W zależności od epoki, gałęzi prawa i przedstawicieli doktryny bywa ujmowana jako nadrzędna w stosunku do lekkomyślności (jest wtedy ujmowana jako nieumyślność) lub równorzędna do niej (wtedy jest postacią nieumyślności). Przeciwieństwem niedbalstwa jest diligentia (łac. staranność, troska, delikatność). 

## Prawo rzymskie
Prawo rzymskie prywatne wskazywało na trzy postacie niedbalstwa, utożsamianego z winą w znaczeniu właściwym: culpa lata, culpa levis i culpa levis in concreto.
W pierwszej postaci, w tzw. grubym niedbalstwie, miarą wymaganej staranności była taka, jaką zachowywał przeciętny człowiek w normalnych sytuacjach. Drugą postacią, tzw. winą lekką (a ściślej: culpa levis in abstracto) było niezachowanie staranności człowieka sumiennego i zapobiegliwego, idealnego ojca rodziny (tzw. diligentia diligentis patris familias). Trzecia postać niedbalstwa oznaczała niezachowanie staranności, którą dana osoba stosowała zwykle we własnych sprawach.

## Prawo polskie

### Cywilne
Według polskiego prawa cywilnego niedbalstwo jest nieumyślnym stopniem winy. W odróżnieniu od prawa karnego, prawo cywilne nie skupiając się na elemencie psychologicznym, nie rozróżnia lekkomyślności i niedbalstwa właściwego. 
Nieumyślność w prawie cywilnym polega na niezachowaniu należytej staranności. Niektóre prawodawstwa (np. francuskie) idą za prawem rzymskim, określając model dobrego ojca rodziny, inne zaś kształtują bardziej abstrakcyjny wzorzec (np. ustawodawca niemiecki i szwajcarski).

### Karne
W prawie karnym niedbalstwo uznawane było tradycyjnie za formę winy nieumyślnej (nieświadoma wina nieumyślna), przeciwstawianą lekkomyślności (nieumyślności świadomej). Wyjaśniane było jako sytuacja, gdy sprawca nie miał zamiaru popełnienia czynu zabronionego i następnie nie był też świadomy zaistnienia czynu zabronionego, to popełnił go, mimo że powinien był dołożyć staranności, by zachować się z należytą ostrożnością, i mimo że mógł przewidzieć, że jego zachowanie nosi znamiona czynu zabronionego. W tym ujęciu powinność zachowania staranności powinna być oceniana wspólnie dla osób znajdujących się w zbliżonych sytuacjach, natomiast możność przewidywania oceniana być powinna indywidualnie, w zależności od poziomu wiedzy, cech osobowości i inteligencji konkretnego sprawcy.
Współcześnie na gruncie polskiego prawa karnego nie operuje się kategorią niedbalstwa, nie zna jej polski Kodeks karny z 1997 r. i nie ma praktycznej potrzeby jej stosowania. Kategoria niedbalstwa poddana została gruntownej krytyce w polskiej nauce prawa karnego. Sytuację, gdy sprawca nie przewidywał możliwości popełnienia czynu zabronionego, określa się jako nieświadomą nieumyślność. Odróżnia się ją wyraźnie od winy, która jest odrębnym aspektem struktury przestępstwa. Po ustaleniu, że sprawca popełnił czyn zabroniony nieumyślnie (art. 9 § 2 k.k.), należy mu jeszcze przypisać winę (art. 1 § 3 k.k.). 